# Isaac Bashevis Singer
Isaac Bashevis Singer (v jidiš Jicchok Baševis Zinger‎, יצחק באַשעװיס זינגער‎; 21. listopadu 1902 Leoncin, Varšavská gubernie, Ruské impérium (dnes v Polsku) – 24. července 1991 Miami, USA) byl americký spisovatel polskožidovského původu, nositel Nobelovy ceny za literaturu (1978).

## Životopis
Singer se narodil pod jménem Jicchok Heršl Zinger jako syn chasidského rabína ve vesnici Leoncin nedaleko Varšavy. Jeho matka Batšeba byla také dcerou rabína; z jejího jména později Singer odvodil svůj přídomek Bashevis (syn Batšeby). Jeho starší bratr Israel Jošua Singer byl také spisovatel a byl prvním, kdo jej výrazně ovlivnil v literární tvorbě. I jeho starší sestra Hinde Esther Singer byla spisovatelkou a stala se inspirací pro některé jeho literární postavy.
V roce 1935, v době rostoucího antisemitismu v Evropě Singer emigroval do Spojených států amerických, když odjel z Varšavy vlakem přes Německo do Cherbourgu, odkud odplul lodí přes Atlantský oceán. V Polsku zanechal svou ženu Ráchel a syna Izraela, kteří v roce 1936 odešli do Moskvy a o rok a půl později do Palestiny. Singer se usadil v New Yorku, kde se začal živit jako novinář v jidiš novinách Forvets. V roce 1940 se oženil s Almou Haimann, která předtím emigrovala z Německa. V roce 1943 získal občanství USA.

### Vegetariánství
Isaac Bashevis Singer byl proslulý tím, že odmítal jíst maso – vegetariánem byl 35 let svého života a často se toto téma objevovalo v jeho povídkách. V povídce Řezník napsal dokonce toto:
„Ve vztahu ke zvířatům jsou všichni lidé nacisty. Pro zvířata je jejich život navždy Treblinkou.“

### Kalendárium
- 1902 – 14. července se narodil Isaac Bashevis Singer, v Leoncině u Varšavy
- 1907 – Singerova rodina se stěhuje do Radzymina
- 1908 – Stěhování do Krochmalné ulice ve Varšavě, kde Singerův otec nastupuje funkci rabína. Toto místo významně ovlivní několik Singerových děl. Isaac Bashevis začíná navštěvovat cheder
- 1912 – jeho sestra Hindele Esther se provdala za brusiče diamantů Avrahama Kreitmana z belgických Antverp
- 1914 – jeho bratr Israel Jošua (pozdější významný spisovatel) se skrývá před odvodem do ruské armády.
- 1917 – Isaac Bashevis s matkou a mladším bratrem odjíždějí do Bilgoraje
- 1921 – Isaac Bashevis vstupuje do rabínského semináře ve Varšavě, kde po roce studium přerušuje a vrací se zpět do Bilgoraje.
- 1923 – Stěhuje se do Varšavy, kde nastupuje jako korektor v židovském týdeníku Literarishe Bleter. V tomto časopise je redaktorem jeho bratr Israel Jošua. Isaac Bashevis píše knižní recenze, překládá do jidiš romány, například Ericha M. Remarqua nebo Thomase Manna.
- 1926 – Literární debut – povídka Ve stáří. Je odměněna v soutěži týdeníku Literarische Bleter.
- 1929 – Umírá Singerův otec. Na svět přichází první a jediné dítě Isaaca Bashevise – syn Israel, jehož matkou je komunistka Rachel Poncz. Israel Zamir, jak bude znít jeho jméno později, napíše po smrti Isaaca Bashevise knížku Cesta za mým otcem, Isaacem Bashevisem Singerem, kde bude popisovat cestu do USA za otcem, který emigroval a utekl od rodiny.
- 1933 – První román Isaaca Bashevise – Satan v Goraji. Je otiskován na pokračování v židovském literárním časopise Globus. Jeho bratr emigruje s rodinou do Spojených států.
- 1934 – Der Haint, pařížský židovský deník a newyorský The Forwards, kam dopisuje bratr Israel Jošua, začínají otiskovat texty Isaaca Bashevise Singera.
- 1935 – První knižní vydání románu Satan v Goraji. Isaac Bashevis odjíždí do New Yorku a začíná pracovat v The Forwards.
- 1937 – Potkává Almu Haimann-Wassermannovou, která kvůli němu brzy nato opouští muže i děti.
- 1939 – Matka I. B. Singera Batševa a mladší bratr Moše (1906–asi 1944) jsou vyvezeni do Kazachstánu, kde za neznámých okolností umírají
- 1940 – Svatba Isaaca Bashevise s Almou Haimann-Wassermannovou. Stává se členem redakce The Forwards, kde pracuje až do své smrti.
- 1944 – Ve věku 51 let umírá starší Singerův bratr Israel Jošua.
- 1945 – Vychází Hlupák Gimpl – jedna z nejslavnějších povídek I. B. Singera
- 1946 – The Forwards začíná na pokračování uveřejňovat román Rodina Moskatova, který Singer dedikoval Israelu Jošuovi. Román vychází tři roky a je jedním ze stěžejních románů Isaaca Bashevise Singera.
- 1950 – Knižní vydání Rodiny Moskatovy v anglickém překladu.
- 1953 – Partisan Review – exkluzivní čtvrtletník, otiskuje Hlupáka Gimpla v překladu Saula Bellowa. Singer začíná publikovat v magazínech The New Yorker, Harper's a Esquire.
- 1954 – Umírá Singerova sestra Esther Kreitman
- 1955 – První anglické vydání Satana v Goraji
- 1956 – Světnice, kde otec soudil (In my Father's Court), vzpomínky I. B. Singera, vycházejí v New Yorku. Během několika dalších let vydává na pokračování v The Forwards mimo jiné Stíny nad Hudsonem, Loď do Ameriky, Otroka a anglicky Kejklíře z Lublinu, Krátký pátek a jiné povídky.
- 1966 – Nepřátelé, přívěh lásky vychází na pokračování v The Forwards. Singer publikuje první z mnoha knížek pro děti – Koza Zlate a jiné povídky. Anglicky vychází Světnice, kde otec soudil a sbírka Vybrané povídky.
- 1970 – Dostává National Book Award, nejvyšší americkou literární cenu za svou sbírku povídek Vášně.
- 1973 – Singerovi kupují byt na Floridě, kde budou od té doby trávit každou zimu.
- 1974 – National Book Award za sbírku povídek Korunka z peří
- 1975 – Doktorát honoris causa Hebrejské univerzity v Jeruzalémě. Scénická adaptace knížky Jentl na Broadwayi.
- 1978 – Filmová adaptace Kejklíře z Lublinu. Druhý svazek povídek Mladík hledající lásku (ty pak vyjdou v češtině souhrnem ve sbírkách Staré lásky a Vášně). Na podzim dostává Singer Nobelovu cenu. (Na cestu do Stockholmu k převzetí ceny si s sebou vzal rabína, aby ho chránil před zlými duchovními silami.)[2] Poprvé vychází v angličtině Šoša.
- 1981 – Ztracený v Americe – třetí svazek vzpomínek
- 1983 – Filmová verze Jentl. V hlavní roli Barbra Streisand, která je režisérkou i producentkou filmu.
- 1984 – Vychází svazek vzpomínek Láska a vyhnanství, publikovaná dříve po jednotlivých částech.
- 1986 – Vydána poslední sbírka povídek Metuzalémova smrt a Král polí.
- 1989 – Singerovi je udělena zlatá medaile, nejvyšší cena American Academy and Institute of Arts and Letters. Paul Mazursky režíruje filmovou verzi Nepřátel: Příběhu lásky
- 1991 – 24. července umírá na Floridě ve věku 87 let. Je pohřben na židovském hřbitově Beth El Cemetery v Paramusu v New Jersey.

## Dílo
Singer tvořil téměř výhradně v jidiš; napsal řadu novel, knih pro děti, esejů a článků. Nejznámější jsou jeho povídkové knihy, z nichž řada vyšla v češtině. V jeho románech i povídkách se ukazuje těžký život židovského národa, jak v Polsku tak i po válce. V Polsku musejí bojovat s antisemitismem, po válce pak bojují s dědictvím šoa. Některé jeho povídky jsou plné židovské mytologie – především pak sbírka Korunka z peří, která je považována za vrchol jeho povídkářského umění. Další jeho velké téma je láska, často osudová a nepochopitelná. Jeho hlavní hrdinové jsou často na okraji společnosti, někdy to jsou odpadlíci nebo rebelové.
V češtině zatím vyšel jeden jeho životopis – knížka Singer – Krajiny paměti polské autorky Agaty Tuszyňské.

### Povídky
- Stará láska a jiné povídky (Odeon, 1990)
- Korunka z peří (Argo, 1998)
- Světnice, kde otec soudil (Argo, 1999)
- Staré lásky (Argo, 1999)
- Vášně a jiné povídky (Argo, 2000)
- Spinoza z Trhové ulice (Argo, 2001)
- Další příběhy z otcovy světnice (Argo, 2002)
- Obraz a jiné povídky (Argo, 2005)
- Hlupák Gimpl (Argo, 2008)
- Krátký pátek (Argo, 2008)
- Metuzalémova smrt (Argo, 2008)
- Seance a jiné povídky (Volvox Globator, 2008)
- Kafkův přítel a jiné povídky (Argo, 2010)
- Krátký pátek a jiné povídky (Argo, 2012)

### Romány a novely
- Hlupáci z Chelmu a jejich dějiny (Argo, 1996)
- Láska a vyhnanství /autobiografická kniha/(Argo, 1997)
- Rabín a čarodějnice (Albatros, 1997)
- Rodina Moskatova (Argo, 1997)
- Kajícník (Argo, 1998)
- Golem (Volvox Globator, 1998)
- Certifikát (Argo, 2000)
- Kejklíř z Lublinu (Argo, 2001)
- Stíny nad Hudsonem (Argo, 2001)
- Otrok (Argo, 2002)
- Šoša (Argo, 2002)
- Mešuge (Argo, 2003)
- Satan v Goraji (Argo, 2003)
- Panství (Argo, 2004)
- Vyvrhel (Argo, 2004)
- Dědictví (Argo, 2006)
- Nepřátelé: Příběh lásky (Argo, 2007)
- Král polí
- Rudovláska Kejle (Argo, 2021)